# Roomsche Wijk
De Roomsche Wijk is een voormalig waterschap in de Nederlandse provincie Groningen.
Het waterschap werd opgericht om de Roomsche wijk te dempen en deze samen met een zandweg in de Westerleseveen te verharden. Directe aanleiding was de verslechterende afwatering. De demping kon worden uitgevoerd, door een verbinding te maken met de Tweede Polder.
Waterstaatkundig gezien ligt het gebied sinds 2000 binnen dat van het waterschap Hunze en Aa's.